# Quang Lộc, Can Lộc
Quang Lộc là một xã thuộc huyện Can Lộc, tỉnh Hà Tĩnh, Việt Nam.
Xã có diện tích 8,51 km², dân số năm 1999 là 6.294 người, mật độ dân số đạt 740 người/km².
Xã cách trung tâm huyện 6 km về phía Tây Nam, phía Bắc giáp xã Xuân Lộc, phía Nam giáp xã Sơn Lộc, phía Tây giáp xã Mỹ Lộc, phía Đông giáp xã Việt Xuyên và Thạch Liên huyện Thạch Hà.

## Danh hiệu
- Anh hùng LLVT nhân dân (2000)
- Anh hùng lao động trong thời kỳ đổi mới (2000)[3]